# Нгарка-Салпадаяха
Нгарка-Салпадаяха (устар. Салпада-Ялбан-Яха) — река в Ямальском районе Ямало-Ненецкого АО. Устье реки находится в 7 км от устья Салпадаяхи по правому берегу. Длина реки составляет 26 км.

## Данные водного реестра
По данным государственного водного реестра России относится к Нижнеобскому бассейновому округу, водохозяйственный участок реки — Обь от города Салехард и до устья, речной подбассейн реки — бассейны притоков Оби ниже впадения Северной Сосьвы. Речной бассейн реки — (Нижняя) Обь от впадения Иртыша.
Код объекта в государственном водном реестре — 15020300212115300034630.